# Bataille de Constantine
Ne pas confondre avec Sièges de Constantine (1836 et 1837) en Algérie.
Guerres perso-byzantines
Batailles
- Amida (502-503)

Guerre d'Ibérie
- Thannuris (528)
- Dara (530)
- Satala (530)
- Callinicum (531)

Guerre lazique
- Phasis (555-556)

Guerre pour le Caucase
- Constantine (582)
- Solachon (586)
- Martyropolis (588)

Guerre de 602 - 628
- Antioche (613)
- Césarée (614)
- Jérusalem (614)
- Égypte (618-621)
- Sarus (625)
- Constantinople (626)
- Tbilissi (627-628)
- Ninive (627)

La bataille de Constantine est une défaite des Perses Sassanides face aux Byzantins en 581 ou 582, à la fin du règne de l'empereur Tibère II Constantin, près de Constantine en Osroène.

## La bataille et son contexte
Lors des années précédentes, les armées byzantines de Maurice, maître des milices, qui avait été chargé par l'empereur Tibère II Constantin de mener les opérations contre les Perses, remportèrent plusieurs victoires sur les Perses en pénétrant très loin dans le territoire des Sassanides jusqu'à la mort de l'empereur perse Chosroès Arnoushivan. À l'avènement de son successeur Hormizd IV, des dissensions entre l'armée byzantine et le chef des auxiliaires arabes le Ghassanide Mundhir empêchèrent Maurice de prendre Ctésiphon, la capitale perse, lors de sa campagne de 581.

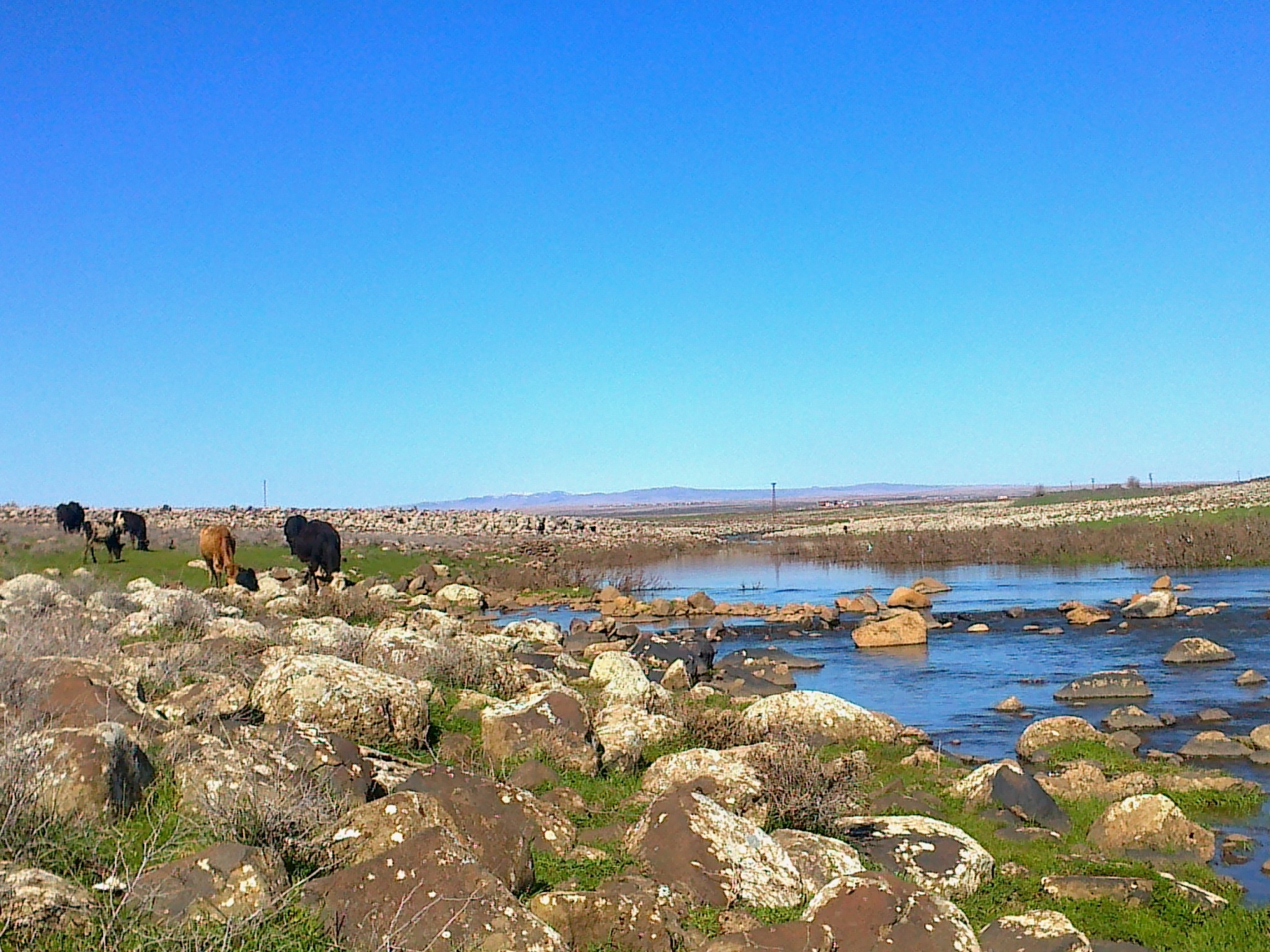
Le Strategikon attribué à l'empereur Maurice recommande de prévoir le ravitaillement. Bétail près de Viranşehir, non loin de l'antique Constantine, en 2013.

Maurice dut faire face à une contre-offensive perse. Il campa à Monocarton près de Constantine en Osroène et envoya Zacharie le Rhéteur à Dara pour négocier avec les Perses mais la tentative n'aboutit pas. Maurice livra bataille aux Perses : un de leurs généraux, Tamkhosrau, fut tué et l'autre, Adarmahan, prit la fuite. D'après J.R. Martindale, la bataille eut lieu en 581 et Maurice prit ses quartiers d'hiver en Orient en 581-582. Michael Whitby date la bataille de 582.
Après avoir ordonné des travaux de fortification de la région, Maurice retourna en triomphe à Constantinople en 582. Ce retour victorieux est mentionné notamment par Grégoire de Tours, chroniqueur des Francs (Histoire des Francs, VI, 30). La victoire de Maurice le mit en position favorable pour succéder à l'empereur Tibère à sa mort le 14 août 582.